# 新九镇
新九镇，原为新九乡，是中华人民共和国四川省攀枝花市盐边县下辖的一个乡镇级行政单位。2019年12月，撤乡设镇，将原新九乡、原益民乡回龙村、水坪村、新民村菠萝箐组和施家湾子组及桐子林镇安宁村所属行政区域划归新九镇管辖。

## 行政区划
新九镇下辖以下地区：
猛粮村、柳树村、新坝村、九场社区村、平谷社区村、炉库社区村和踏鲊社区村。